# Coridiellus
Coridiellus – rodzaj pluskwiaków z podrzędu różnoskrzydłych i rodziny Dinidoridae. Obejmuje 6 opisanych gatunków.

## Morfologia
Pluskwiaki o ciele długości od 16,3 do 21,6 mm i szerokości od 11 do 13,5 mm, w zarysie jajowatym, silniej spłaszczonym grzbietobrzusznie niż u rodzaju Coridius. Niewielkich rozmiarów głowa ma przednią krawędź zaokrągloną lub ściętą, a krawędzie boczne przed oczami lekko zafalowane. Płytki żuwaczkowe są dłuższe od przedustka i stykają się przed nim. Odległość między przyoczkami jest od dwóch do czterech razy większa niż odległość między przyoczkiem a brzegiem oka złożonego. Czułki zbudowane są z pięciu członów, z których pierwszy dochodzi do wierzchołka głowy, a drugi jest bardzo drobny, długości poniżej 0,6 mm. Kłujka zbudowana jest z czterech członów i w spoczynku nie wykracza poza biodra środkowej pary odnóży. Bukule są płatowate, zaokrąglone, wyraźnie krótsze od pierwszego członu kłujki. Przedplecze ma krawędź przednią głęboko wykrojoną, a krawędzie boczne szeroko łukowate. Sięgająca niemal do środka długości odwłoka tarczka ma faliste brzegi boczne. Półpokrywy mają dłuższe od tarczki przykrywki i dochodzące do końca odwłoka lub wykraczające poza jego koniec zakrywki. Środkiem śródpiersia biegnie podłużny rowek. Gruczoły zapachowe zatułowia mają języczkowato przedłużone kanaliki wyprowadzające. Odnóża zwieńczone są trójczłonowymi stopami. Odwłok ma przynajmniej częściowo odsłonięte listewki brzeżne. Przetchlinki na pierwszym z widocznych sternitów odwłoka zasłonięte są przez zapiersie. Genitalia samca odznaczają się kciukowatymi wyrostkami na paramerach.

## Rozprzestrzenienie
Rodzaj ograniczony w swym zasięgu do krainy etiopskiej. Znany jest z Togo, Kamerunu, Gwinei Równikowej, Konga, Zairu, Tanzanii, Zambii i Południowej Afryki.

## Taksonomia
Takson ten wprowadzony został w 1990 roku przez Jerzego Adriana Lisa. Nadana mu nazwa jest zdrobnieniem od nazwy rodzajowej pokrewnego rodzaju Coridius. Gatunkiem typowym autor wyznaczył Cyclopelta patruelis.
Do rodzaju tego zalicza się 6 opisanych gatunków:
- Coridiellus bechynei (Villiers, 1956)
- Coridiellus cyclopeltis (Distant, 1890)
- Coridiellus figlinus (Distant, 1900)
- Coridiellus lenoiri (Schouteden, 1909)
- Coridiellus meyumbensis (Schouteden, 1910)
- Coridiellus patruelis (Stål, 1853)